# Zapiaszcza
Zapiaszcza – część wsi Borków położona w województwie świętokrzyskim w powiecie pińczowskim     w gminie Pińczów.
W latach 1975–1998 miejscowość administracyjnie należała do województwa kieleckiego.